# 福州地铁S1线
福州地铁S1线是中华人民共和国福建省福州市规划中的一条市域铁路线。该线路属于福州市城市轨道交通第三期建设规划（2024—2029年）。

## 简介
S1线福州火车站至祥谦段与福州地铁滨海快线共线运营，新建路段由闽侯县祥谦向南延伸，途经东南汽车城和福清城区，止于福清创业大道，设车站8座，全长约30.5公里。祥谦至青口段以高架为主，含高架车站4座；青口至福清段为山岭隧道，福清市区内以地下为主，沿福百路敷设。福清境内线路长约12.2公里，设置清繁大道站、清荣大道站、清昌大道站、创业大道站等4座地下车站，预留后期延伸至江阴半岛的条件。车辆采用A型车。

## 历史

### 规划史
- 2023年，S1线获福州市政府批复。[2]

## 车站
| S1线                                                                                               |          |        |               |             |                    |        |            |                |
| 车站名称                                                                                           | 英文名称 | 快车   | 里程          | 里程        | 换乘线路           | 所在地 | 启用日期   | 车站类型       |
| 车站名称                                                                                           | 英文名称 | 快车   | 站间距 (公里) | 累计 (公里) | 换乘线路           | 所在地 | 启用日期   | 车站类型       |
| ↑直通 滨海快线运行至福州火车站                                                                     |          |        |               |             |                    |        |            |                |
| 祥谦                                                                                               |          | 不適用 | 0             | 0           | █ 滨海快线（在建） | 闽侯县 | 预计2030年 | 高架双岛式站台 |
| 中央公园                                                                                           |          | 不適用 | 不適用        | 不適用      | 不適用             | 闽侯县 | 预计2030年 | 高架           |
| 汽车城                                                                                             |          | 不適用 | 不適用        | 不適用      | 不適用             | 闽侯县 | 预计2030年 | 高架           |
| 东台工业园                                                                                         |          | 不適用 | 不適用        | 不適用      | 不適用             | 闽侯县 | 预计2030年 | 高架           |
| 清繁大道                                                                                           |          | 不適用 | 不適用        | 不適用      | 不適用             | 福清市 | 预计2030年 | 地下           |
| 清荣大道                                                                                           |          | 不適用 | 不適用        | 不適用      | 不適用             | 福清市 | 预计2030年 | 地下           |
| 清昌大道                                                                                           |          | 不適用 | 不適用        | 不適用      | 不適用             | 福清市 | 预计2030年 | 地下           |
| 创业大道                                                                                           |          | 不適用 | 不適用        | 30.5        | 不適用             | 福清市 | 预计2030年 | 地下           |
| 註釋                                                                                               |          |        |               |             |                    |        |            |                |
| - 所有车站均未开通。 - 虚拟 现时未有条件建设换乘通道，预计将实施虚拟换乘。 - 預留 现时為預留車站。 |          |        |               |             |                    |        |            |                |
| 论 编                                                                                              |          |        |               |             |                    |        |            |                |